# Senga-Sena (N.40) jezici
Senga-Sena (N.40) jezici, podskupina nigersko-kongoanskih jezika centralne bantu skupine u zoni N. Sastoji se od dva ogranka s ukupno 7 jezika. Govori ih oko 3.018.400 ljudi u Mozambiku, Zimbabveu, Malaviju i Zambiji.
a. Sena (6): barwe [bwg], kunda [kdn], nyungwe [nyu], phimbi [phm], malavijski sena [swk] i sena) [seh].
b. Senga (1): nsenga [nse], 752,100 u Zambiji i Mozambiku.

## Vanjske poveznice
- Ethnologue (14th)
- Ethnologue (15th)